# Leie (rivier)

De Leie nabij de Koning Albertbrug in Gent

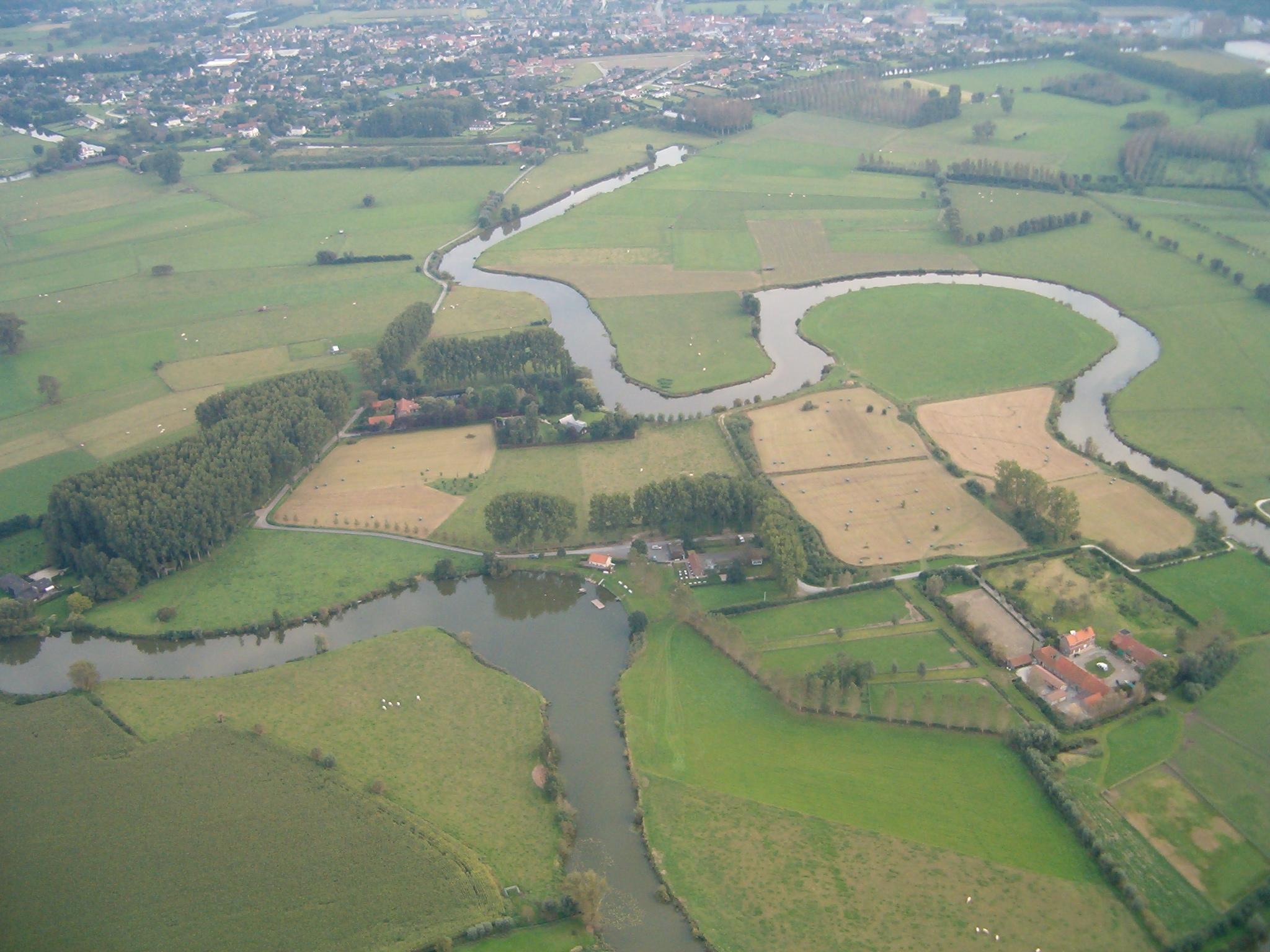
Het stuk afgesneden Leie bij Astene heeft nog het meanderende verloop van de oorspronkelijke Leie.

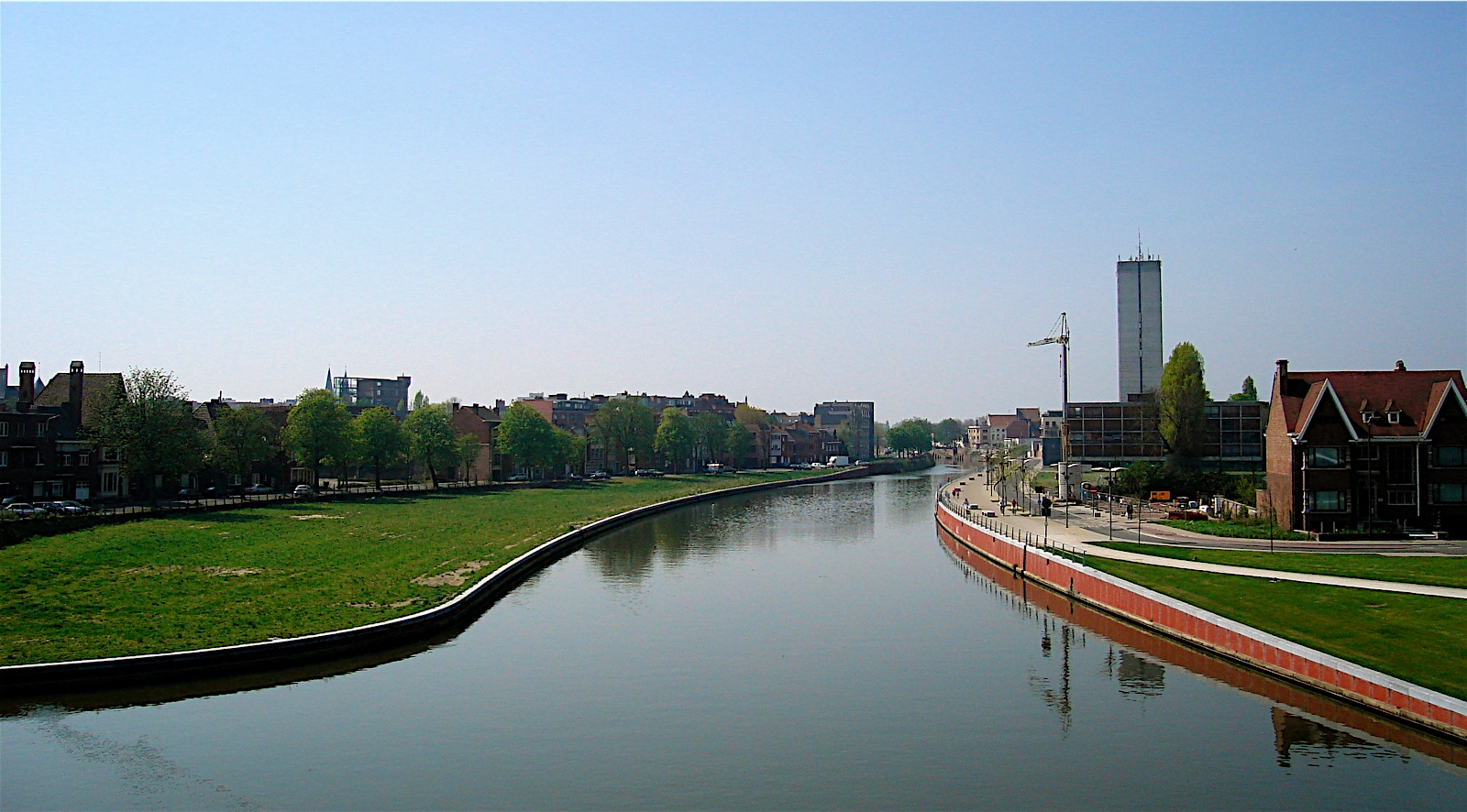
De Leie nabij het Budabeachpark in Kortrijk

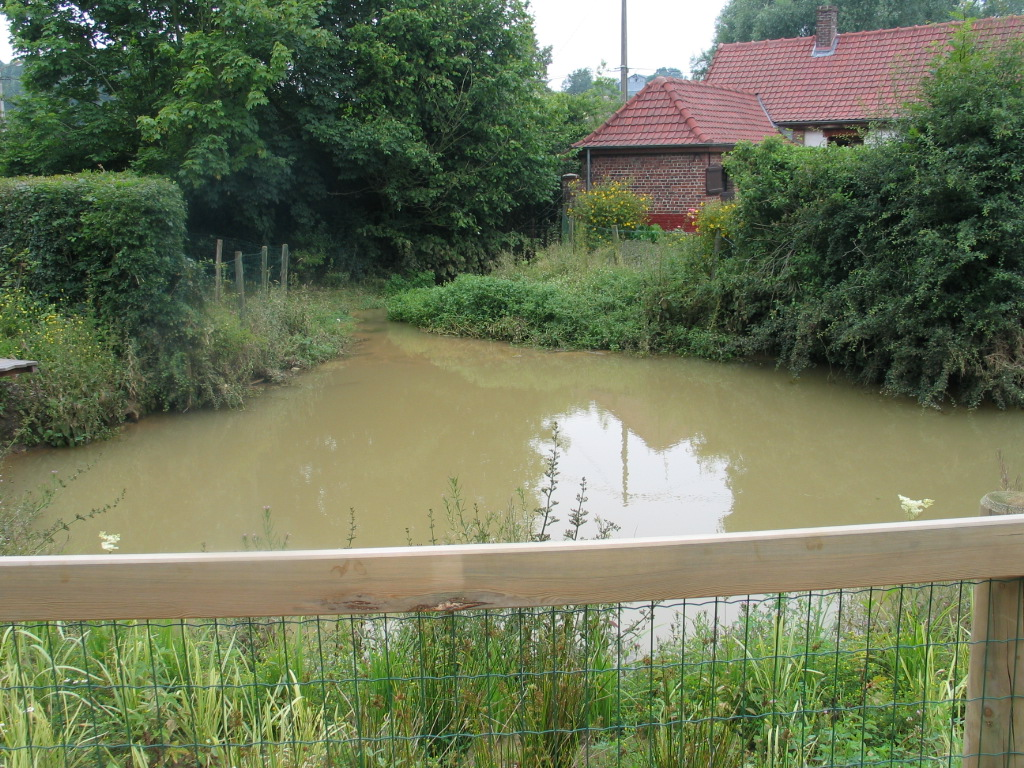
De bron van de Leie in Lisbourg, (Frankrijk)

De Leie (Frans: Lys) is een rivier in Frankrijk en België. Het is een zijrivier van de Schelde en mondt er in uit in de stad Gent. De rivier ontspringt in Lisbourg en is ongeveer 200 kilometer lang. De Leie vormt de Belgisch-Franse grens van Armentières tot Menen. De Leie wordt ook wel de 'Golden River' genoemd doordat het vlas van 1860 tot 1945 werd geroot in de Leie.
De bron van de Leie in Lisbourg is een van de meest typische voorbeelden van een artesische bron. Het hydrografisch bekken van de Leie beslaat in totaal 4727 km² waarvan ongeveer 2900 km² in Frankrijk en ongeveer 1825 km² in België. Tussen bron en monding is de bodemhelling zeer gering, waardoor zich vele meanders vormden.

## Etymologie
De Leie werd voor het eerst vermeld in het jaar 694 als Legia bij een situering van Sloten, het huidige bedevaartsoord Oostakker-Lourdes nabij Gent. De vermelding als super fluvio Legia betekent boven de stroom Leie. Het is onduidelijk hoe Legia uitgesproken werd, wat implicaties heeft voor de mogelijke origine.
Er bestaan twee concurrerende theorieën over de herkomst van de naam. Afhankelijk van de uitspraak van de letter 'g' in Legia wordt een Keltische (uitspraak als 'g') dan wel Belgische (uitspraak als 'j') oorsprong vermoed. In beide gevallen is het woord echter te herleiden tot een Indo-Europese wortel leg, wat vloeien of stromen betekent.

## Belang voor de vlasindustrie
Traditioneel is de Leie bekend om zijn vlaswerken. Het water van de Leie is arm aan kalk en ijzer, en daardoor erg geschikt voor het roten van vlas. Langs de uitgestrekte oevers, waren eertijds het vlas in kapelletjes opgesteld en opgedroogd. De rivier dankt er haar bijnaam aan: de gouden rivier, naar de glans die het in de Leie gerote vlas had. In 1943 werd het roten van vlas in de Leie zelf of in waterlopen van het Leie-stroomgebied volledig verboden om de milieuaantasting die er het gevolg van was de kop in te drukken.

## Aanpassingen aan de waterloop
Oorspronkelijk mondde de Leie uit in de Schelde aan wat nu de Portus Ganda heet, vlak bij de site van de Sint-Baafsabdij. Van het oude kronkelende traject stroomopwaarts van Deinze zijn op de meeste plaatsen nog de oude afgesloten armen aanwezig. De meeste gemeentegrenzen langs de Leie komen nog met het oude traject overeen. In de jaren 60 van de 20e eeuw werd de Nederschelde in het stadscentrum gedempt tussen het Geeraard de Duivelsteen en de Leie. Sinds november 2018 is dit opnieuw een feit, de Reep is volledig open en de verbinding is gemaakt via de Scaldissluis. Deze sluis heeft een kolk voor rondvaartboten en kleine pleziervaartuigen, met daarnaast een hellend vlak voor kano's en kajaks. (zie Samenvloeiing van de Leie en de Schelde). De eigenlijke monding van de Leie is nu de Gentse Ringvaart, die in de jaren 60 van de 20e eeuw werd gegraven om overstromingen in het centrum tegen te gaan en het scheepvaartverkeer vlotter te laten verlopen.
Door het Afleidingskanaal van de Leie of Schipdonkkanaal, dat de Leie verbindt met het Kanaal Gent-Brugge, bleef de benedenloop van de Leie vanaf Deinze gevrijwaard van rechttrekking van haar meanders. Hier is geen vaart met schepen van 20 meter of langer mogelijk. Twee derde van het Leiewater wordt afgevoerd door het Schipdonkkanaal; het resterend derde vloeit in de toeristische Leie.

## Belang voor de binnenvaart
Er vonden sinds 1997 ingrijpende rechttrekkings-, verbredings- en uitdiepingswerken aan de Leie plaats in en rond de stad Kortrijk. De verruiming werd op 23 mei 2015 feestelijk in gebruik genomen. Deze Leiewerken maken de Leie bevaarbaar voor containerschepen en schepen tot 1350 ton en verder in de toekomst tot 3000 ton, CEMT-klasse Vb. Er kan dan met drie lagen containers worden gevaren. In dat geval moet wel alternerend varen worden toegepast, zoals dat vanaf 1992 al voor 1000-tonners wordt gedaan.
Na aanpassing van de doortocht van Kortrijk, een traject van drie kilometer, en Komen is de grote tonnenmaat mogelijk tot Rijsel via de zijrivier de Deule, daar waar dit voor de aanpassingen nog 600 ton was. De rivier was 20 meter breed en nu 32 meter. De maximaal toegelaten diepgang werd 6,50 meter, de bruggen werden naar 7 meter doorvaarthoogte gebracht.
De scheepvaart in het Leiebekken wordt verder bevorderd door het Kanaal Bossuit-Kortrijk, dat de Leie verbindt met de Schelde, het Kanaal Roeselare-Leie en het Afleidingskanaal van de Leie of Schipdonkkanaal, dat de Leie verbindt met het Kanaal Gent-Brugge.
De kunstwerken van de Leie worden op afstand vanuit de de afstandsbedieningscentrale in Evergem bediend.
Door het realiseren van de Seine-Scheldeverbinding zal het profiel van de Leie verder worden verruimd en zeven bruggen tussen de Franse grens en Waregem worden herbouwd of verhoogd.

## Natuur
De Leievallei omvat heel wat natuurgebieden:
- Natuurpark Levende Leie
- Keuzemeersen
- Assels
- Latemse Meersen
- Leiekant 't Schrijverke[5]
- Oude Leiearm Kuurne
- Oude Leiearm Beveren-Leie

### Vis
In 2005 werd vastgesteld dat de vispopulatie in de Leie zich spectaculair herstelt. Er werden negentien vissoorten aangetroffen.

## Zijrivieren
- Deule
- Douvebeek
- Gaverbeek
- Heulebeek
- Mandel

Een volledige opsomming van de zijrivieren van de Leie is te vinden bij Stroomgebied van de Schelde.

## Dorpen en gemeenten langs de Leie

### In Frankrijk
Lisbourg,
Glomenghem,
Moulin le Comte,
Aire-sur-la-Lys (nl:Ariën-aan-de-Leie), 
Widdebrouck,
Houleron,
Haverskerque (nl:Haverskerke),
Saint-Venant,
Saint-Floris,
Meregem,
Nouveau Monde,
Sailly-sur-la-Lys - Bac-Saint-Maur,
Erquinghem-Lys,
Armentiers,
Houplines,
Frelinghien,
Deûlémont (nl=Deulemonde),
Bousbecque (nl:Boesbeke),
Halluin (nl:Halewijn)

### In Belgie
Komen-Waasten,
Wervik,
Menen - Rekkem,
Wevelgem,
Kortrijk,
Kuurne,
Harelbeke,
Waregem,
Dentergem,
Zulte,
Deinze - Bachte,
Astene,
Sint-Martens-Latem,
Nazareth-De Pinte - De Pinte,
Gent

## Trivia
- De rivier gaf haar naam aan de zware gevechten die van 23 tot 28 mei 1940 plaatsvonden tussen het Belgische en het Duitse leger tijdens de Leieslag. Aan de Leie werd bij Desselgem het Monument Leiebrug geplaatst ter herdenking van de gesneuvelden.
- Op de basisschool wordt een ezelsbruggetje om enkele plaatsnamen aan de Leie te onthouden aangeleerd: als Waasten zal Komen, zal Wervik het Menen en Kortrijk zal Deinze tot Gent.
- De rivier gaf haar naam aan de fleur de lis, het symbool van de Franse koningen, dat gebaseerd werd op de daar groeiende gele lis.[6]
- Toen het huidige België tussen 1795 en 1814 onderdeel was van de Eerste Franse Republiek en later het Franse Keizerrijk onder Napoleon, werd de huidige provincie West-Vlaanderen gevormd als département de la Lys (departement van de Leie).